# Орделаффи, Франческо III
Франческо (Чекко) III Орделаффи (итал. Francesco (Cecco) III Ordelaffi; ок. 1357 — 8 сентября 1405) — итальянский кондотьер, сеньор Форли с 1402 года. Сын Джованни Орделаффи и Тебальды Малатеста.

## Биография
Чекко и его брат Пино 13 декабря 1385 года заточили в темницу своего дядю Синибальдо I и захватили власть в Форли.
В 1390-е годы Чекко участвовал в феодальных войнах: на стороне Антонио да Монтефельтро — против Карло, Андреа и Пандольфо Малатеста, на стороне Аццо X д’Эсте — против Никколо III д’Эсте.
В 1402 году Чекко сменил умершего брата на посту правителя Форли, получив от папы Бонифация IX титул папского викария.
В отношении горожан он проводил политику жестокости и репрессий, за что и поплатился — 8 сентября 1405 года был убит восставшими жителями Форли, провозгласившими республику. По другой версии, Чекко проявил себя достаточно хорошим правителем и умер после продолжительной болезни, а республика (свободная коммуна) была объявлена из-за малолетства его сына. В 1407 году Форли захватил папский легат кардинал Балтазар Косса, но в 1411 году другой племянник Синибальдо I, Джорджо, восстановил в городе власть Орделаффи.

## Семья
Чекко III с 1388 года был женат на Катерине Гонзага (ум. 1438), дочери Гвидо II Гонзага, сеньора Новеллары. Единственный сын (возможно — внебрачный):
- Антонио I Орделаффи (1390—1448), сеньор Форли в 1438—1448.
- Дочь — Лукреция Орделаффи (1389—1414), вторая жена Андреа Малатеста.